# 파 드 되

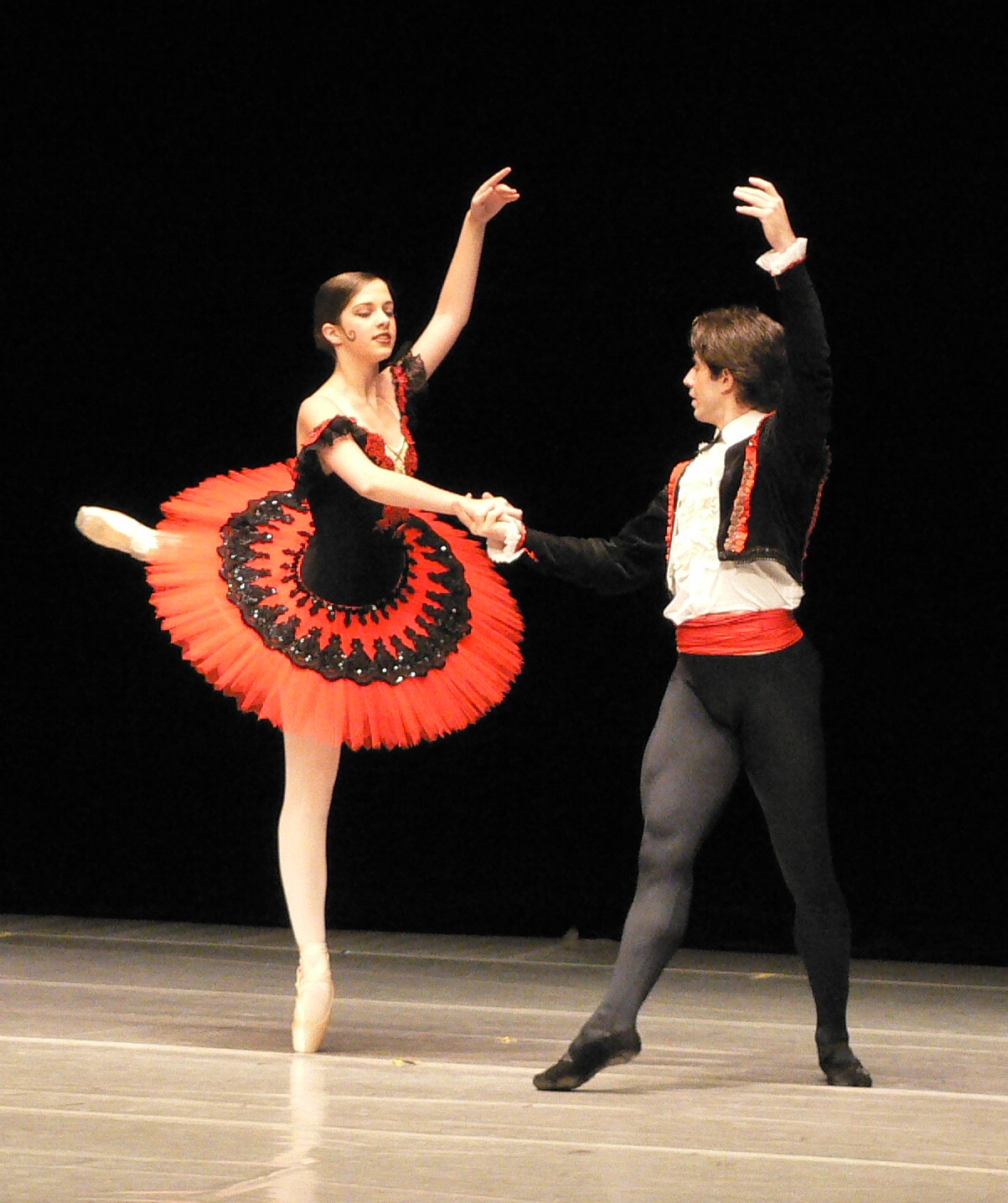
《돈 키호테》에서의 그랑 파 드 되

파 드 되(프랑스어: pas de deux)는 발레에서 주로 여성과 남성 무용수가 함께 추는 쌍무이다. '두 사람의 춤'을 의미하며, 그 두 사람은 원칙적으로 여성과 남성이다. 19세기 후반에 완성된 고전 형식으로, 이 형식에 의해 발레는 완전한 모습을 갖췄다고 하겠다. 고전 발레에서는 솔리스트의 춤은 모두 이 형식을 지니고 있다. 고전 발레에서는 관객을 위해 반드시 파 드 되가 삽입된다. 반대로 현대 발레의 경우에는 파 드 되의 형식을 중요시하지 않는다. 오히려 배제하려고 노력하기 때문에 파 드 되의 형식이 있느냐 없느냐에 따라 그것이 고전 발레냐 현대 발레냐의 구별을 할 수 있을 정도이다. 또한 파 드 되는 두 사람의 춤이라고 설명하였거니와 본래의 뜻이 그러하다는 원칙으로서, 이 형식은 두 사람에 한정되지 않는 경우도 있다. 예컨대 남녀 셋이서 파 드 의 형식을 추는 경우도 있으며 그럴 때에는 파 드 트루아라고 한다. 그리고 네 사람의 경우는 파 드 카트르라 하며 그와 반대로 혼자의 춤은 파 쇨이라고 한다. 그 원형이 되는 파 드 되는 반드시 남녀 두 사람의 무용수, 그것도 발레의 중요한 클라이맥스에서 남녀의 제1무용수가 추며, 그 춤 자체에는 의미가 없다 해도, 그것이 추어질 경우에는 반드시 '사랑'을 의미한다. 즉 파 드 되는 그 성격으로서 구애(求愛)이건 서로 사랑하는 것이건, 또는 비련(悲戀)이건 모두가 '사랑'을 상징하고 있는 것이다.

## 그랑 파 드 되
그랑 파 드 되(grand pas de deux)는 구조화된 파 드 되로서 앙트레(entrée), 아다주(adage, 아다지오라고도 한다), 2개의 바리야숑(variation, 바리에이션이라고도 한다), 코다(coda)의 다섯 부분으로 이루어진다.
그랑 파 드 되는 대개 안무에 대한 짧은 서곡의 역할을 하면서 그 시작을 알리는 앙트레로 시작된다. 앙트레에서 무용수들은 화려한 행사가 열리는 무대에 나타나 서로를 알아보고 다음의 아다지를 준비하기 위하여 포즈를 취한다. 안무에 따라 여성 무용수와 남성 무용수는 동시에 입장하거나 각자 다른 시간에 입장한다.

앙트레의 예
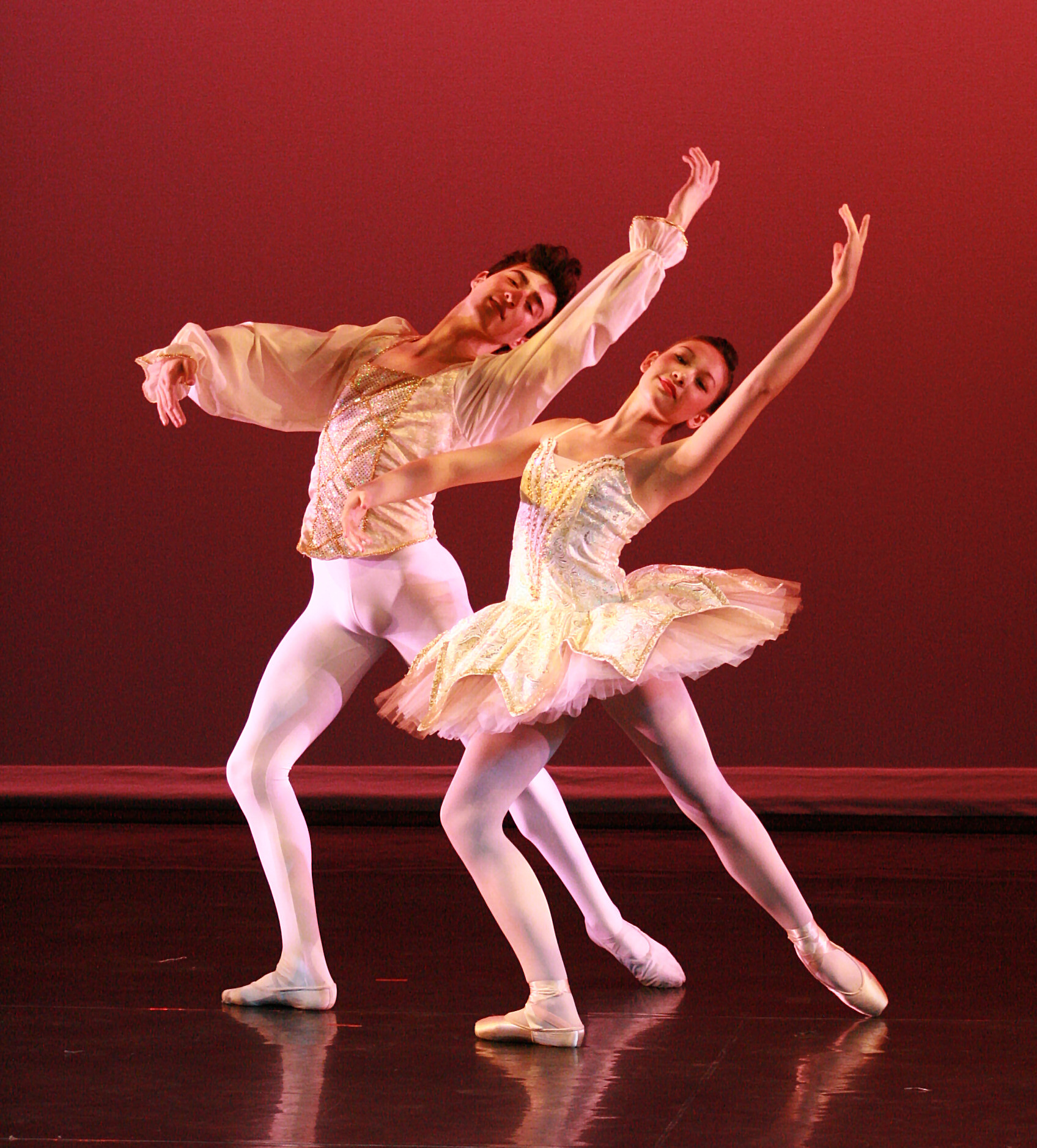
《파키타》에서의 앙트레

아다주는 '느리게'라든가 '완서조(緩徐調)'를 의미하는 이탈리아어 음악 용어인 아다지오로부터 기원한다. 고전 발레의 아다주의 경우에는 여성 무용수가 남성 무용수의 도움으로 느릿한 음악의 템포에 실려 훌륭한 밸런스(平衡)와 우아한 자세의 선을 발휘하는 아름다운 일련의 춤을 춘다. 따라서 반드시 남녀 둘이서 추며, 대개의 경우는 왈츠로 춘다.

아다주의 예
팡슈(Penché)
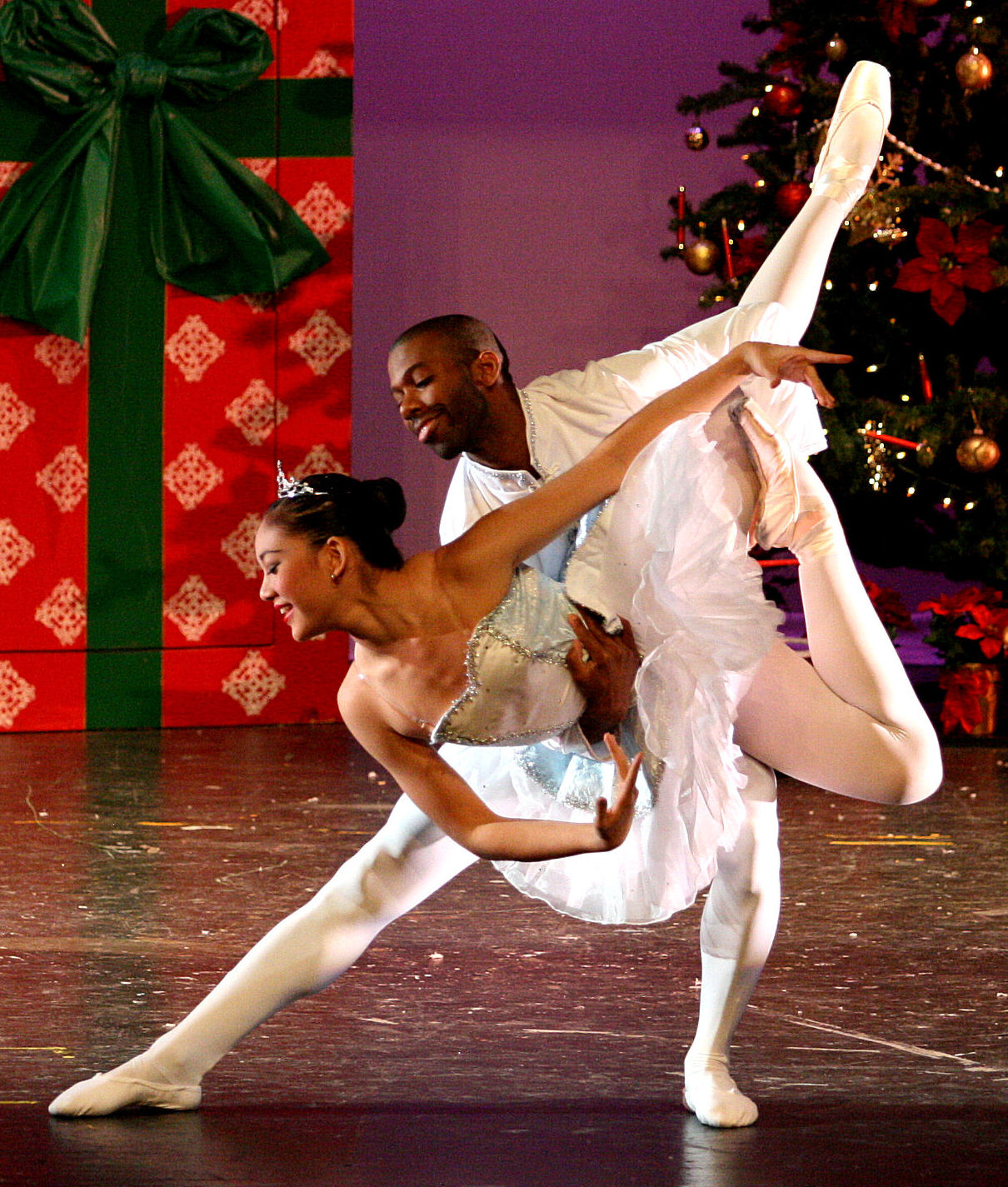
리프트
피루에트(Pirouette)

바리야숑이 되면 여성 무용수와 남성 무용수가 나뉘어 제각기 독무(獨舞)한다. 바리야숑은 변화라는 의미이다. 일반적으로 바리야숑에서는 아다주에서와는 달리 무용수 개인의 스펙타클하고 아크로바틱한 점프와 회전을 보여 준다. 대개 남성 무용수의 바리야숑이 처음 공연되고, 뒤이어 여성 무용수의 바리야숑이 공연된다.

바리야숑의 예
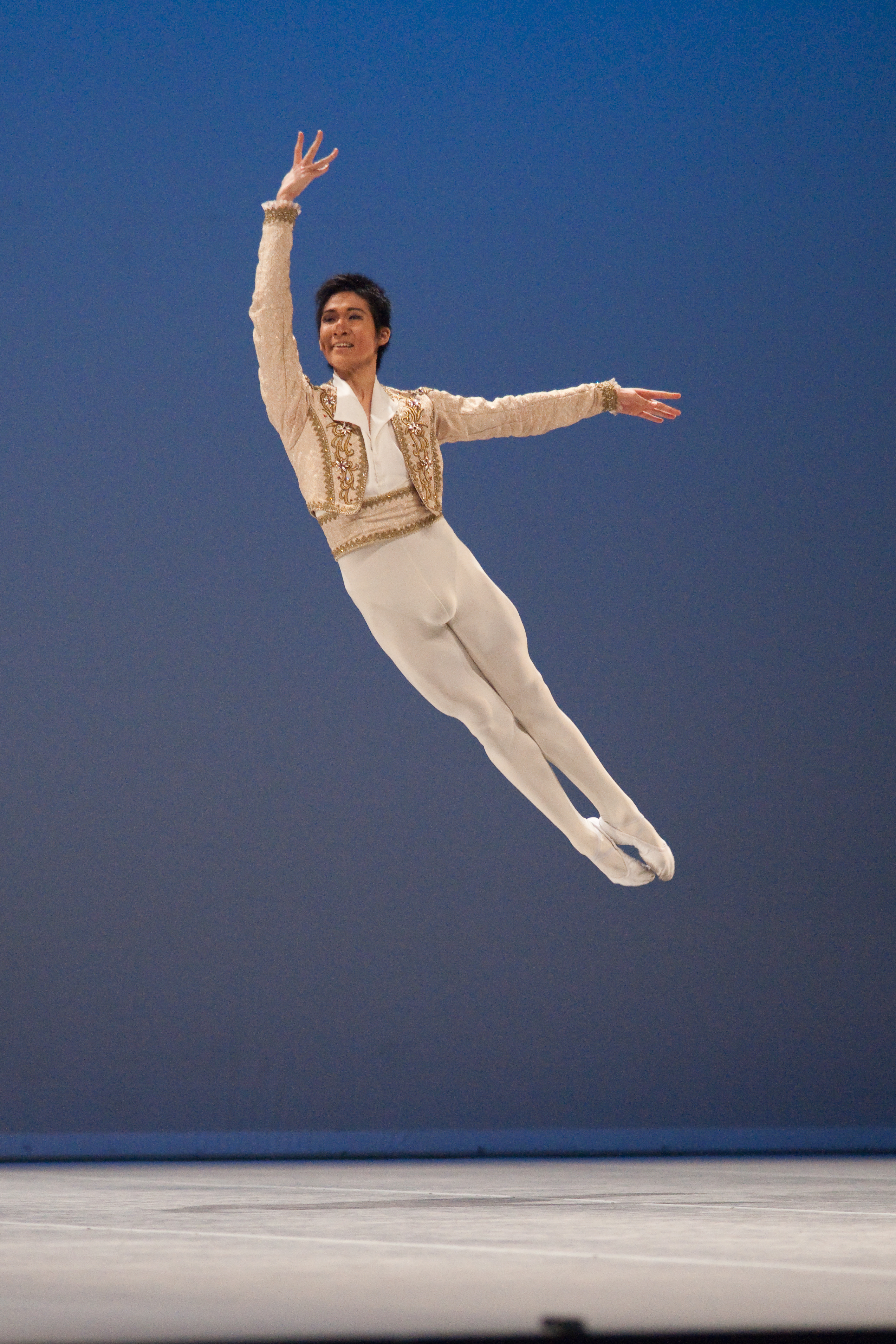
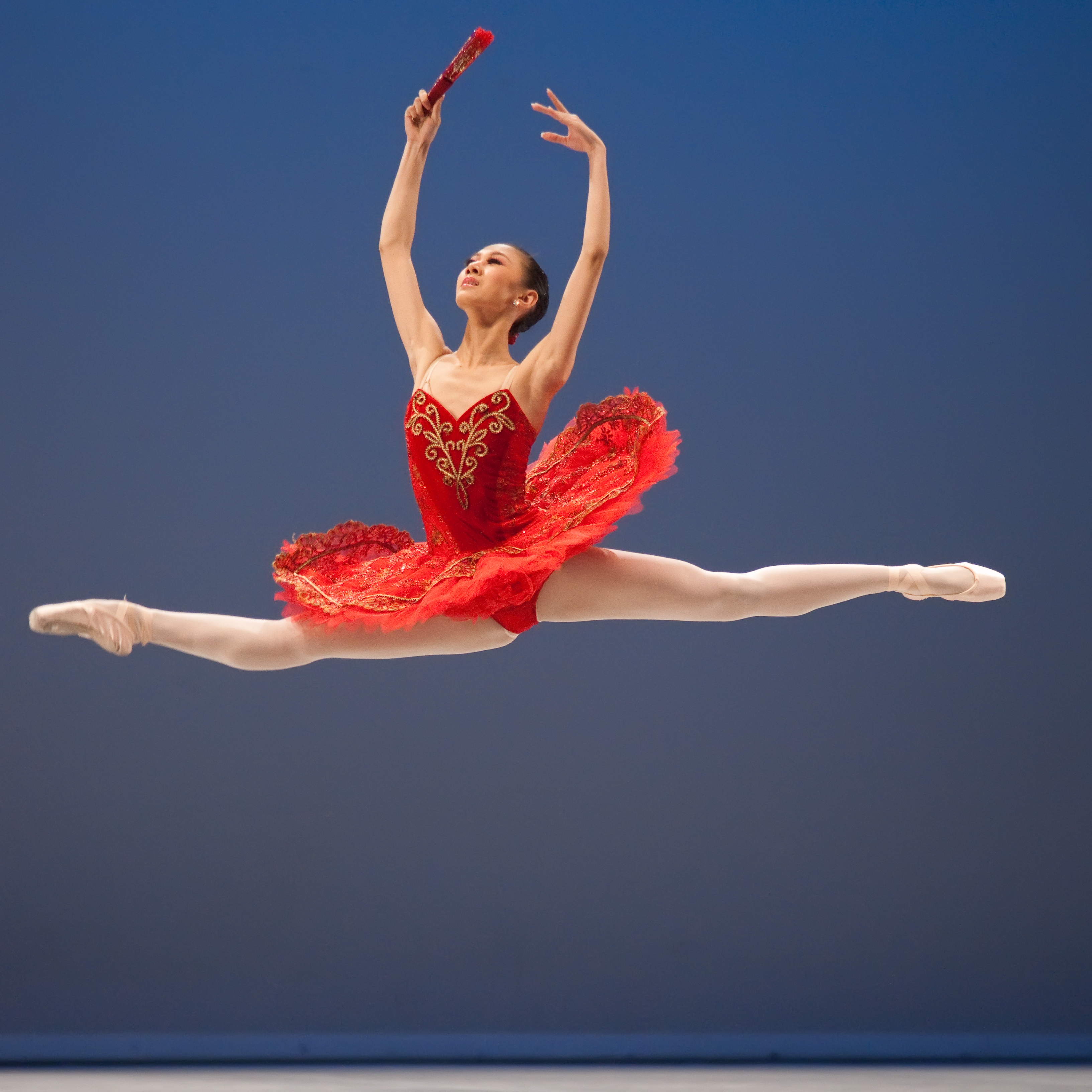

코다가 되면 다시금 여성 무용수와 남성 무용수가 함께 어울러 동시에 빠른 템포로 춤춘다. 코다는 음악 용어로서 '종곡(終曲)'이라는 뜻이며 이것이 그대로 전용되어 파 드 되의 종국(終局)이라는 뜻으로 대치되었던 것이다. 다만 아다주와 코다의 차이는 전자가 느릿한 템포로 대개의 경우 여성 무용수가 중심이 되어 춤을 전개하는 반면 후자는 남성 쪽이 약간 중심이 된다.